# Torrelara
Torrelara è un comune spagnolo di 30 abitanti situato nella comunità autonoma di Castiglia e León.